# Panserbatteriet Rolf Krake
|  | For fregatten af Esben Snare-klassen, se F342 Rolf Krake |
Rolf Krake var et dansk panserskib, bygget i Glasgow i Skotland. Skibet var, da det blev afleveret, det første panserskib uden for USA med kanonerne anbragt i drejelige tårne. I marts 1862 havde det første panserskib med drejetårn, USS Monitor været i kamp og vist sin værdi, men der ud over var der kun i England blevet påbegyndt fire skibe med tårne, og ingen af dem var færdige, da Marineministeriet bestilte Rolf Krake i august 1862. Den danske regering tog altså en teknologisk chance, men fik til gengæld et af de mest avancerede krigsskibe i Europa ved afleveringen i juli 1863. Kanontårnene var designet af den britiske søofficer og opfinder Cowper Phipps Coles. Rolf Krakes kanoner var ikke så kraftige som Monitors, men til gengæld var der to kanontårne, og kanonerne kunne affyres hvert 3. minut i stedet for hvert 7. minut på Monitor. Rolf Krake var opkaldt efter en dansk sagnkonge.

## Tjeneste
I den 2. Slesvigske Krig kom Rolf Krake den 18. februar 1864 for første gang i kamp i Flensborg Fjord ud for Egernsund, hvor den fik til opgave at beskyde en pontonbro over udløbet af Nybøl Nor. Efter at have afgivet 57 skud og selv været under kraftig beskydning returnerede skibet til Sønderborg med tre sårede om bord.
Skibet blev repareret i Sønderborg. Den 22. og 26. februar var Rolf Krake atter på rekognosceringsopgaver. Den 28. marts indledte de preussiske styrker et stormangreb på Dybbøl-skanserne. Rolf Krake gik ind Vemmingbund og beskød de fremrykkende preussere og var stærkt medvirkende til, at angrebet brød sammen. 
Den 18. april 1864 kl. 10 indledte de preussiske styrker stormløb mod de danske stillinger og Rolf Krake afgav 95 skud mod fremrykningen på den højre fløj. Det sinkede deres angreb, men kunne ikke forhindre, at de danske tropper ved middagstid opgav Dybbølskanserne og trak sig tilbage over pontonbroen til Sønderborg. 
Efter våbenhvilens ophør begyndte preusserne kl. 2 nat 29. juni ved Sottrupskov at sejle soldater over til Als. Rolf Krake lå på dette tidspunkt i Augustenborg Fjord. Skibet sejlede ud i Als Sund, åbnede ild mod preusserne og bragte landgangen til ophør i tre kvarter. Men skibschefen, orlogskaptajn H.P. Rothe, syntes, at skyderiet på Als trak sydpå, hvad der tydede på, det danske forsvar af Als var opgivet. For at deltage i evakueringen af de danske styrker befalede han Rolf Krake tilbage i Augustenborg Fjord, hvorved preusserne kunne genoptage landgangen og endda lægge en pontonbro over Als Sund. Efter krigen blev Rothe stillet for en krigsret, men frikendt. Man lagde vægt på, at han alligevel ville have været nødt til at forlade Als Sund så snart det blev lyst, fordi Rolf Krake ikke kunne modstå de kraftige preussiske artilleristillinger, der var opstillet langs sundet.
Rolf Krake fik også efter krigen en aktiv karriere og var udrustet adskillige gange. I årenes løb blev artilleriet gradvist udskiftet med nyere kanoner og i 1870'erne blev de oprindelige master fjernet. Sejlene havde aldrig været brugt særlig meget, og rigningen var voldsomt i vejen under kamp, så de tre master blev udskiftet med to lette signalmaster. I 1893 blev Rolf Krake forsøgsskib, og blev blandt andet anvendt til afprøvning af nye kanoner, indtil det udgik i 1907. Samme år blev skibet solgt og ophugget i Holland.

## Ekstern kilde/henvisning
- Wikimedia Commons har flere filer relateret til Panserbatteriet Rolf Krake
- Rolf Krake 1863 – 1907 Arkiveret 28. april 2008 hos  Wayback Machine
- Rolf Krake i den 2. Slesvigske Krig